# Сельское поселение «Богдановское» (Забайкальский край)
Се́льское поселе́ние «Богдановское» — муниципальное образование в Краснокаменском районе Забайкальского края Российской Федерации.
Административный центр — село Богдановка.

## История
Статус и границы сельского поселения установлены Законом Читинской области от 19 мая 2004 года «Об установлении границ, наименований вновь образованных муниципальных образований и наделении их статусом сельского, городского поселения в Читинской области».

## Население
| 2010 | 2011 | 2012 | 2013 | 2014 | 2015 | 2016 |
| ---- | ---- | ---- | ---- | ---- | ---- | ---- |
| 540  | ↘538 | ↘519 | ↘509 | ↘505 | ↘486 | ↘477 |
| 2017 | 2018 | 2019 | 2020 | 2021 |      |      |
| ↘465 | ↘452 | ↘426 | ↘420 | ↘372 |      |      |

## Состав сельского поселения
| № | Населённый пункт | Тип населённого пункта       | Население |
| - | ---------------- | ---------------------------- | --------- |
| 1 | Богдановка       | село, административный центр | ↘372      |